# The Faerie Queene

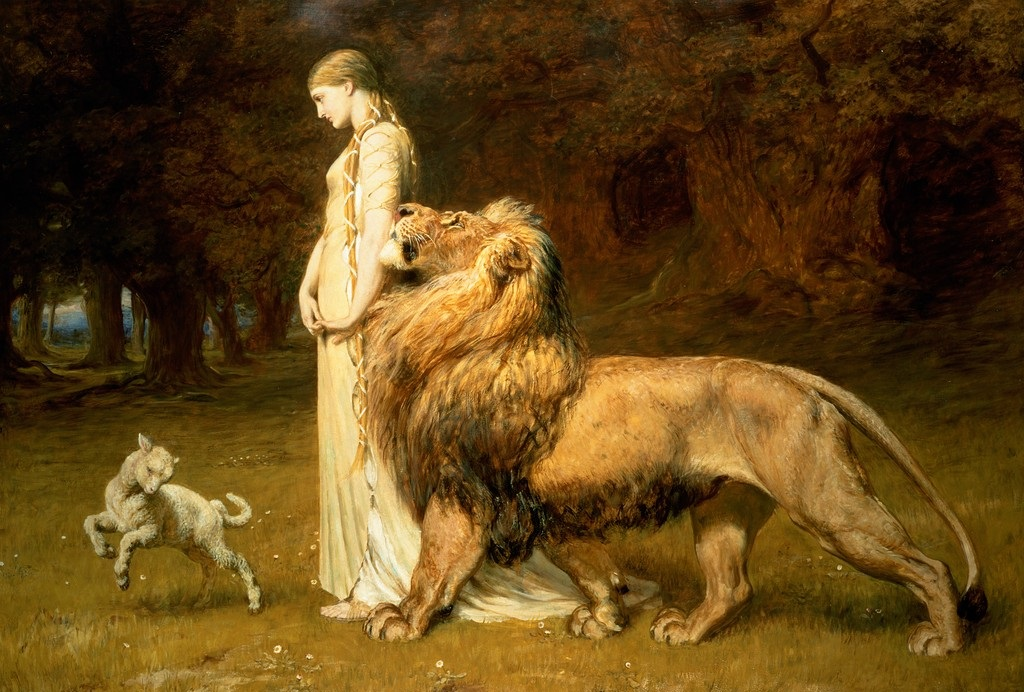
"Una en de leeuw" van de Britse schilder Briton Rivière. Una is een personage in Boek I

The Faerie Queene is het belangrijkste werk van de Engelse dichter Edmund Spenser. Het is een episch gedicht geschreven in de vorm van allegorieën.
De eerste publicatie, die drie boeken omvatte, vond plaats in 1590. In 1596 verscheen het werk opnieuw, bewerkt en aangevuld tot een totaal van 6 delen.
Spenser droeg het werk op aan koningin Elizabeth I. Het was een succes en de koningin was er na de eerste verschijning in 1590 zo mee ingenomen dat zij de schrijver een klein pensioen van £ 50 per jaar verleende. Het succes had als neveneffect dat ook eerder werk van de schrijver werd uitgegeven.

## Opzet
In 1580, kort na het verschijnen van The Shepheardes Calender, begon Spenser aan wat zijn - nooit voltooide - levenswerk zou worden. Toen hij de eerste drie boeken af had, ging hij naar Londen met zijn vriend Sir Walter Raleigh. In een brief aan Raleigh uit 1589, die in de meeste uitgaven is opgenomen bij wijze van inleiding, zette hij zijn ambitieuze plannen uiteen. De opzet was om een twaalf boeken omvattend werk te schrijven ter ere van het Huis Tudor en met name Elizabeth. In elk boek zou een ridder, gebaseerd op de Arthur-legendes, een andere deugd voorstellen. Elke ridder zou een avontuur ondernemen op de 12 opeenvolgende dagen van een feest van de koningin. Het zou echter blijven bij zes boeken.
In 1598 werd Spensers kasteel in Cork aangevallen en in brand gestoken door opstandige Ieren en mogelijk is daarbij een deel van het vervolg verloren gegaan. Wat resteerde is een fragment dat bekendstaat als The Cantos of Mutabilitie.
Versvorm

In The Faerie Queene introduceerde Spenser een versvorm die naar hem vernoemd zou worden: de Spenseriaanse versvorm (Spenserian stanza). Hierin bestaat elk couplet uit negen regels, de eerste acht daarvan zijn jambische pentameters, de laatste regel is een alexandrijn.
Het rijmschema is "ababbcbcc." Een voorbeeld uit Boek 1, eerste zang:

A GENTLE Knight was pricking on the plaine,
  Ycladd in mightie armes and silver shielde,
  Wherein old dints of deepe wounds did remaine,
  The cruel markes of many'a bloudy fielde;
  Yet armes till that time did he never wield:
  His angry steede did chide his foming bitt,
  As much disdayning to the curbe to yield:
  Full jolly knight he seemd, and faire did sitt,
As one for knightly giusts and fierce encounters fitt.

Deze versvorm werd na Spensers dood nauwelijks meer gebruikt, tot hij in de negentiende eeuw navolging vond bij diverse dichters: Lord Byron gebruikte hem in zijn Childe Harold's Pilgrimage, John Keats in 'The Eve of St. Agnes', Percy Bysshe Shelley in 'The Revolt of Islam' en Walter Scott in 'The Vision of Don Roderick'.

## Inhoud
In de uitgave van 1596 komen de volgende deugden aan de orde:
- Book I: Heiligheid (Holiness)
- Book II: Matigheid (Temperance)
- Book III: Kuisheid (Chastity)
- Book IV: Vriendschap (Friendship)
- Book V: Rechtvaardigheid (Justice)
- Book VI: Hoffelijkheid (Courtesy)

In verschillende delen wordt verwezen naar de koningin, onder verschillende namen: Belphoebe, Mercilla, Astraea en als bekendste Gloriana. Alle deugden worden verenigd in Prins Arthur, die een visioen heeft van de Faerie Queene, vastbesloten is haar te vinden en, gewoonlijk als reddende figuur, betrokken raakt in de avonturen van de andere ridders. De voor Arthur bestemde uiteindelijk rol in het verhaal is echter onbekend gebleven, omdat het werk zijn voltooiing nooit bereikte.

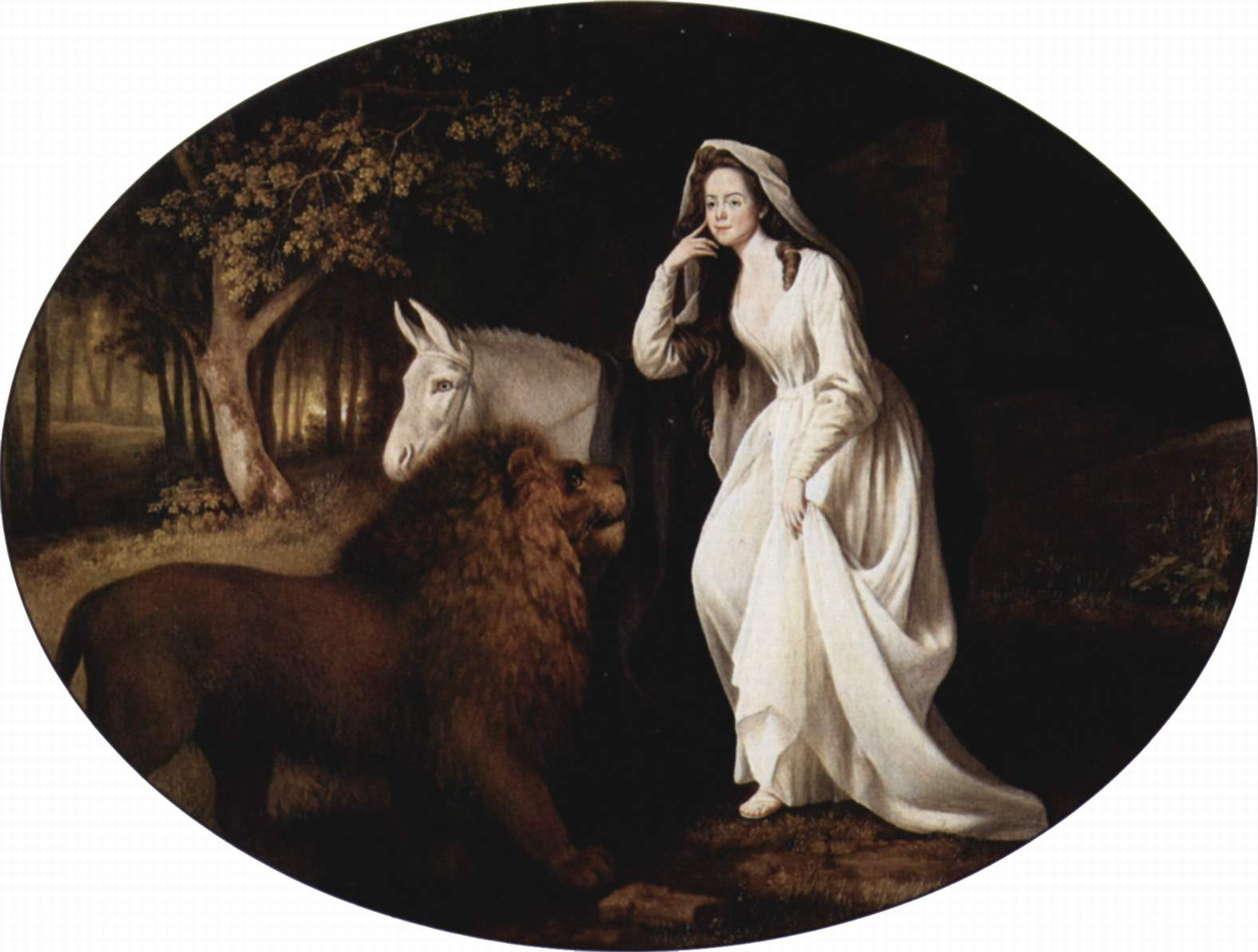
Portret van Isabella Saltonstall als Una, door de Britse schilder George Stubbs, ca. 1770

### Boek I
De held van het eerste deel is de ridder die de Redcrosse Knight wordt genoemd. Hij staat symbool voor heiligheid en werpt zich op als beschermheer van Una, de personificatie van de ware kerk, zijnde de Anglicaanse Kerk. Zij bestrijden onder meer Archimago, een boze tovenaar en de grootste tegenstander van de ridder (hij representeert de schijnheiligheid) en Duessa, die staat voor leugenachtigheid en voor de kerk van Rome. De Redcrosse Knight blijkt in werkelijkheid Sint-Joris zelf te zijn, de beschermheilige van Engeland. Zijn naam verwijst naar diens embleem, het rode kruis, dat nog altijd de Engelse vlag siert.

### Boek II
In het tweede deel is de held Sir Guyon, die staat voor de deugd van de matigheid (Temperance).
Hij wordt bijgestaan door de pelgrim Palmer. Een van zijn tegenstanders is Archimago, die ontsnapt is uit de kerker waarin hij was geworpen door de Redcrosse Knight, die overigens ook in dit deel een rol speelt. Een andere tegenstander, die ook in Boek I voorkwam, is Duessa. Ook moet hij weerstand bieden aan de verleidster Acrasia. Sir Guyon weet uiteindelijk Mammon te verslaan en een eind te maken aan de praktijken van Acrasia.

### Boek III
De held van het derde deel is een vrouw: de mooie en strijdbare Britomart. Zij is de verpersoonlijking van de deugd van de kuisheid (Chastitie). Zij wordt verliefd op Artegall die zij heeft aanschouwd in een magische spiegel van haar vader. Zij gaat op stap om hem te zoeken, samen met haar vroegere min, Glauce, die dienstdoet als schildknecht. Britomart beschikt over een betoverde speer die haar onoverwinnelijk maakt, tot zij uiteindelijk verliest van een tegenstander, die haar geliefde Artegall blijkt te zijn. 

Tijdens haar vele avonturen bevecht zij onder meer Sir Guyon en overwint hem (kuisheid is sterker dan matigheid). Ook verslaat zij Malecasta (onkuisheid). Verder wordt verteld over een bezoek aan de grot van de alwetende tovenaar Merlijn. Een groot deel van het verhaal betreft de redding van de vrouwe Amoret, de echtgenote van ridder Scudamour, die op de avond van hun huwelijk werd ontvoerd door de kwade Busirane. Met veel geduld en dapperheid weet zij Busirane te verslaan en de twee gelieven te herenigen. In dit deel komt koningin Elizabeth voor onder de naam Belphoebe en is de zuster van Amoret. Zij vindt kruiden om de gewonde Timias, schildknaap van Prins Arthur, te genezen.
(Timias staat voor Spensers vriend Raleigh.)

### Boek IV
Het thema van dit boek is vriendschap. De hoofdfiguur uit dit deel is Cambell en is ontleend aan Geoffrey Chaucers onvoltooide verhaal The Squire's Tale uit The Canterbury Tales. Spenser was een bewonderaar van Chaucer en geeft aan hier het verhaal te willen voltooien. Cambell heeft een zuster genaamd Canacee, die vanwege haar schoonheid wordt begeerd door verschillende onderling twistende vrijers. Cambell neemt zich voor de strijd te beslissen door het op te nemen tegen de drie dapperste mannen. Dat blijken drie broers te zijn, Priamond, Dyamond en Triamond. Door een vroeger door hun moeder afgesmeekte betovering wil het geval dat als een van de broers gedood wordt, hun geest overgaat in de volgende. Cambell weet in zware gevechten de eerste twee te verslaan en geneest op wonderbaarlijke wijze van zijn verwondingen dankzij zijn magische ring. Triamond, Cambells vriend, weet Canacee voor zich te winnen dankzij zijn zuster Cambina, die erin slaagt de strijdende partijen tot vrede en vriendschap te bewegen. Cambell trouwt met Cambina en Canacee met Triamond. Het thema vriendschap wordt verder uitgewerkt via figuren die ook figureerden in de voorgaande boeken, onder wie Scudamour en Amoret, Britomart en Artegall, Timias en Belphoebe, Florimell en Marinell.

### Boek V
Het thema van deel 5 is rechtvaardigheid, verbeeld door de ridder Artegall. De godin van de rechtvaardigheid is Astraea (Elizabeth I), die de wereld verliet aan het eind van de 'Gouden Eeuw' en Artegall daarbij de nodige beschermingsmiddelen bood. Artegalls queeste bestaat eruit dat hij het ultiem kwaad moet weerstaan in de persoon van Grantorto en Irena uit diens macht moet bevrijden. Irena staat voor vrede en voor Ierland. (Dit deel bevat diverse destijds actuele duidingen, zoals de Ierse kwestie, de Armada en de oorlog in de Nederlanden.) Artegall dwingt in dit avontuur Sir Sangliere, na een soort Salomonsoordeel, het hoofd van zijn slachtoffer voor zich te dragen. Artegall wordt verleid door Radigund, maar wordt gered door Britomart. Spenser draagt hier het in zijn tijd wijdverbreide idee uit dat vrouwen geen macht mogen uitoefenen, met uitzondering van de door God gezonden Elizabeth I.

### Boek VI
Het thema van deel 6 is hoffelijkheid, gepersonifieerd in de figuur van ridder Calidore, die door zijn voorkomend gedrag bij velen geliefd is. Niettemin moet ook hij een gevaarlijke queeste ondernemen. Zijn taak is het monsterlijke wezen de 'Blatant Beast' te vinden en te verslaan. Dit beest terroriseert iedereen die hij ziet en heeft bovendien 1000 tongen, waarmee hij de vreselijkste taal uitslaat. Na diverse avonturen stuit het op een groep eenvoudige herders, onder wie zich ook de schone Pastorella bevindt. Calidore wordt verliefd op haar en besluit bij de herders te blijven. Hij krijgt echter te maken met de jaloerse maar ook lafhartige Coridon. Als Calidore zijn queeste voortzet en na enige tijd terugkeert, blijken de herders e zijn overvallen en ontvoerd door een bende rovers en slavenhandelaren. Op aanwijzing van de ontsnapte Coridon weet Calidore de bende te vinden, Pastorella te bevrijden en de rovers vernietigend te verslaan. Hij brengt Pastorella onder op het kasteel van Sir Bellamour en Lady Claribel, waar na verloop van tijd blijkt dat Pastorella hun eigen dochter is, die Claribel ooit noodgedwongen te vondeling heeft laten leggen. Calidore slaagt er ten slotte in het Beest te bedwingen en de mond te snoeren. Zo blijft het dier lange tijd onderworpen, maar weet uiteindelijk toch weer te ontsnappen.

### Mutability
Van een vervolg van The Faerie Queene zijn slechts twee zangen bewaard gebleven, die bekendstaan onder de aanduiding Two Cantos of Mutablitie. Het thema is 'standvastigheid' (Constancie).
Mutabilitie (veranderlijkheid of wispelturigheid) is een dochter van de Titanen en wordt ervan beschuldigd de ordening van de natuur naar haar hand te willen zetten.

## Thema's

### Religie
The Faerie Queene werd geschreven tijdens de Reformatie, een tijd van religieuze en politieke controverse. Nadat Elizabeth de troon had overgenomen na de dood van haar halfzus Mary, veranderde ze de officiële religie van de natie in het protestantisme. De plot van boek I lijkt op Foxe's Book of Martyrs, dat ging over de vervolging van de protestanten en hoe onrechtvaardig de katholieke heerschappij was. Spenser neemt de controverse van de Elizabethaanse kerkhervorming op in het epos. Gloriana laat de godvruchtige Engelse ridders de katholieke continentale macht vernietigen in boek I en V. Spenser begiftigt ook veel van zijn schurken met "het ergste van wat protestanten beschouwden als een bijgelovig katholiek vertrouwen op bedrieglijke beelden".

### Symboliek en toespellingen
In The Faerie Queene creëert Spenser een netwerk van toespelingen op gebeurtenissen, kwesties en bepaalde personen in Engeland en Ierland, waaronder Mary, de koningin van Schotten, de Spaanse Armada, de Engelse Reformatie en zelfs de koningin zelf. Het is ook bekend dat James VI van Schotland het gedicht las en zeer beledigd was door Duessa - een zeer negatieve voorstelling van zijn moeder Mary. The Faerie Queene werd toen verboden in Schotland. Dit leidde tot een aanzienlijke afname van Elizabeths steun voor het gedicht. Binnen de tekst dienen zowel de Faerie Queene als Belphoebe als twee van de vele personificaties van koningin Elizabeth, waarvan sommige helemaal niet flaterend zijn.
Hoewel The Faerie Queene Elizabeth in sommige opzichten prijst, stelt The Faerie Queene haar vermogen om effectief te regeren vanwege haar geslacht in vraag en beschrijft ze ook de "tekortkomingen" van haar heerschappij. Er is een personage genaamd Britomart die de gehuwde kuisheid vertegenwoordigt. Dit personage krijgt te horen dat het haar lot is om een "onsterfelijke baarmoeder" te zijn - om kinderen te krijgen. Hier verwijst Spenser naar de ongehuwde staat van Elizabeth en raakt hij aan de angsten van de jaren 1590 over wat er zou gebeuren na haar dood omdat het koninkrijk geen erfgenaam had.